# Forest of Dean

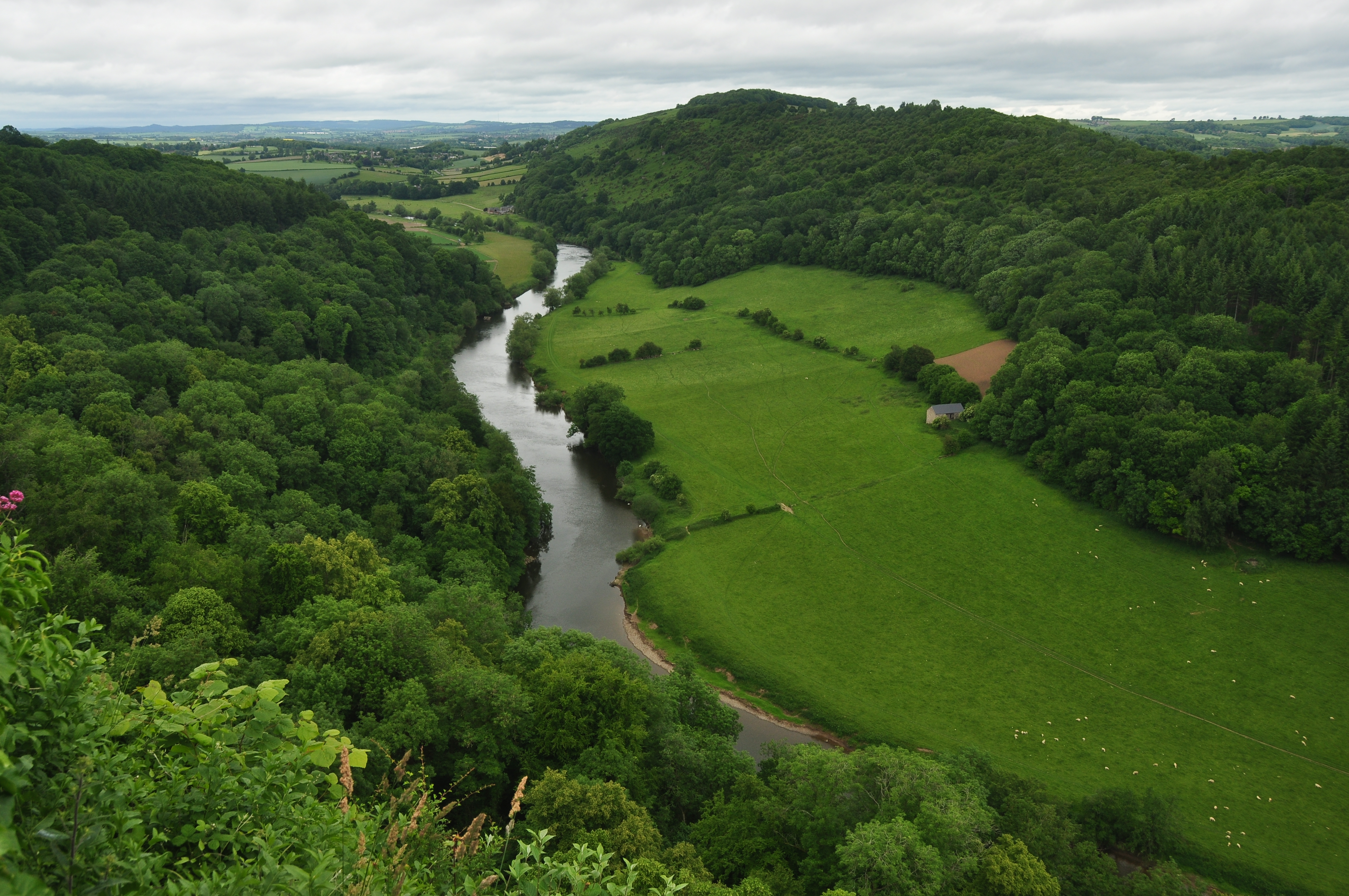
Forest of Dean

Forest of Dean – kraina geograficzno-historyczna w zachodniej części hrabstwa Gloucestershire w Anglii. Forest of Dean położony jest pomiędzy rzeką Wye na zachodzie i północy, Severn na południu oraz miastem Gloucester na wschodzie.
Forest of Dean obejmuje obszar 110 km² porośnięty lasem mieszanym. Przed 1066 rokiem las stał się miejscem polowań królewskich. Jest to drugi pod względem wielkości (za New Forest) las w Anglii należący do brytyjskiej korony.
Od czasów prehistorycznych na obszarze tym wydobywano rudy żelaza, węgiel kamienny (również obecnie) oraz produkowano węgiel drzewny.
Atrakcje turystyczne w regionie to m.in. dawna kopalnia żelaza Clearwell Caves, linia kolejowa Dean Forest Railway oraz wieś Symonds Yat.

## Miasta i wsie w obrębie Forest of Dean
- Alvington
- Aylburton
- Berry Hill
- Blackeney
- Bream
- Brierley
- Broadwell
- Cinderford
- Clearwell
- Coleford
- Coalway
- Drybrook
- Edge End
- English Bicknor

- Harrow Hill
- Hewelsfield
- Huntley
- Joys Green
- Littledean
- Longhope
- Lydbrook
- Milkwall
- Mitcheldean
- Newland
- Parkend
- Pillowell
- Ruardean
- Ruardean Hill

- Ruardean Woodside
- Ruspidge
- Ross-on-Wye
- Soudley
- Sling
- St. Briavels
- Staunton
- Steam Mills
- The Pluds
- Westbury
- Whitecroft
- Woolaston
- Yorkley